# Балхи, Абдул Кахар
Абдул Кахар Балхи (пушту عبدالقهار بلخي‎) — официальное лицо Исламского Эмирата Афганистан и нынешний представитель Министерства иностранных дел Исламского Эмирата Афганистан с 25 сентября 2021 года. Он — член культурной комиссии Талибана после падения Кабула, пока не была определена его точная роль в правительстве Талибана. В начале 2010-х он также работал в медиа-офисе талибов.
Балхи впервые появился публично на первой пресс-конференции талибов 17 августа 2021 года, после падения Кабула. Во время пресс-конференции он переводил пресс-секретаря Забиуллы Муджахида. 22 августа 2021 года Шарлотта Беллис из издания Аль-Джазира взяла у него интервью в первом официальном интервью группы. Во время интервью он поблагодарил Новую Зеландию за оказание финансовой поддержки Афганистану после захвата власти, учитывая их пожертвования в ООН и Красный Крест.

## Видеописьмо Конгрессу США
17 ноября 2021 года в открытом письме, адресованном Конгрессу США, исполняющий обязанности министра иностранных дел талибов Амир Хан Муттаки призвал разморозить активы афганского центрального банка на сумму 9 миллиардов долларов, чтобы предотвратить гуманитарную катастрофу. Пресс-секретарь талибов Абдул Кахар Балхи также разместил в Твиттере видеозапись письма, отметив новую эру в твиттер-дипломатии талибов.

## Личная жизнь
Он бывший житель Новой Зеландии, и некоторые члены его семьи до сих пор живут в Новой Зеландии. Балхи говорит по-английски.